# 莫尔恩
莫尔恩是奥地利上奥地利州克雷姆斯河畔基希多夫县的一个市镇。总面积191.31平方公里，总人口3605人，人口密度18.8人/平方公里（2012年）。